# رایت آر-۲۶۰۰ تویین سایکلون
رایت آر-۲۶۰۰ تویین سایکلون (به انگلیسی: Wright R-2600 Twin Cyclone) به معنی «دو چرخند» یک موتور رادیال آمریکایی ساخت شرکت کورتیس-رایت بود که به‌طور گسترده در دهه ۳۰ و ۴۰ میلادی در هواگردها نصب می‌شد.

## پیشینه
شرکت کورتیس-رایت پس از ساخت و تولید آر-۱۸۲۰ تصمیم گرفت نسخهٔ نیرومند‌تری را تولید کند که حاصل آن پژوهش‌ها، موتور آر-۲۶۰۰ بود که دارای ۱۴ سیلندر در دو ردیف بود. در مدل سوم از موتور آر-۲۶۰۰ توان موتور به ۱۶۰۰ اسب بخار رسید که مهندسان توانستند پیش‌نمونهٔ هواپیمای کورتیس سی-۴۶ کوماندو را با دو عدد از آن موتورها آزمایش کنند. همچنین این موتور به‌عنوان موتور اصلی هواپیمای گرومن اف۶ در نسخه‌های اولیه‌اش به کار رفت تا اینکه با موتور دیگری به نام پرت اند ویتنی آر-۲۸۰۰ دوبل واسپ جایگزین شد.
موتور آر-۲۶۰۰ نقش بسیار مهمی در جنگ جهانی دوم بازی کرد و هواپیماهای کورتیس اس‌بی۲سی، گرومن تی‌بی‌اف اونجر، نورث امریکن بی-۲۵ میتچل، داگلاس ای-۲۰ هاوک و مارتین پی‌بی‌ام مارینر دارای این موتور بودند که در آن زمان بسیار نیرومند بود. در طول تاریخ خط تولید این موتور، بیش از ۵۰هزار دستگاه تولید کرد که همگی در آمریکا تولید شدند.

## گونه‌ها
- R-2600-1 - 1,600 hp (1,194 kW)
- R-2600-3 - 1,600 hp (1,194 kW)
- R-2600-6 - 1,600 hp (1,194 kW)
- R-2600-8 - 1,700 hp (1,268 kW)
- R-2600-9 - 1,700 hp (1,268 kW)
- R-2600-12 - 1,700 hp (1,268 kW)
- R-2600-13 - 1,700 hp (1,268 kW)
- R-2600-19 - 1,600 hp (1,194 kW), 1,660 hp (1,237 kW)
- R-2600-20 - 1,700 hp (1,268 kW), 1,900 hp (1,420 kW)
- R-2600-22 - 1,900 hp (1,420 kW)
- R-2600-23 - 1,600 hp (1,194 kW)
- R-2600-29 - 1,700 hp (1,268 kW), 1,850 hp (1,380 kW)
- GR-2600-A5B - 1,500 hp (1,118 kW), 1,600 hp (1,194 kW), 1,700 hp (1,268 kW)
- GR-2600-A71 - 1,300 hp (969 kW)
- GR-2600-C14 - 1,750 hp (1,304 kW)

## کاربردها
- کورتیس اس‌بی۲سی هل‌دایور
- بوکانرس اس‌بی۲ای
- بوئینگ ۳۱۴ کلیپر
- داگلاس ای-۲۰ هاوک
- داگلاس بی-۲۳ دراگون
- گرومن اف۶اف هلکت
- گرومن تی‌بی‌اف اونجر
- مارتین بالتیمور
- مارتین پی‌بی‌ام مارینر
- نورث امریکن بی-۲۵ میتچل
- ای-۳۱ ویگانس
- مایلز مانیتور
- لیوره ات اولیویه لئو ۴۵